# Dera Bassi
Dera Bassi es un municipio de la India situado en el distrito de Sahibzada Ajit Singh Nagar (conocido como Mohali), en el estado de Punjab. Según el censo de 2011, tiene una población de 26 295 habitantes.

## Geografía
Está ubicado a una altitud de 350 metros sobre el nivel del mar, a unos 20 km de la capital estatal, Chandigarh, en la zona horaria UTC +5:30.